# Peter Kern (Schauspieler)

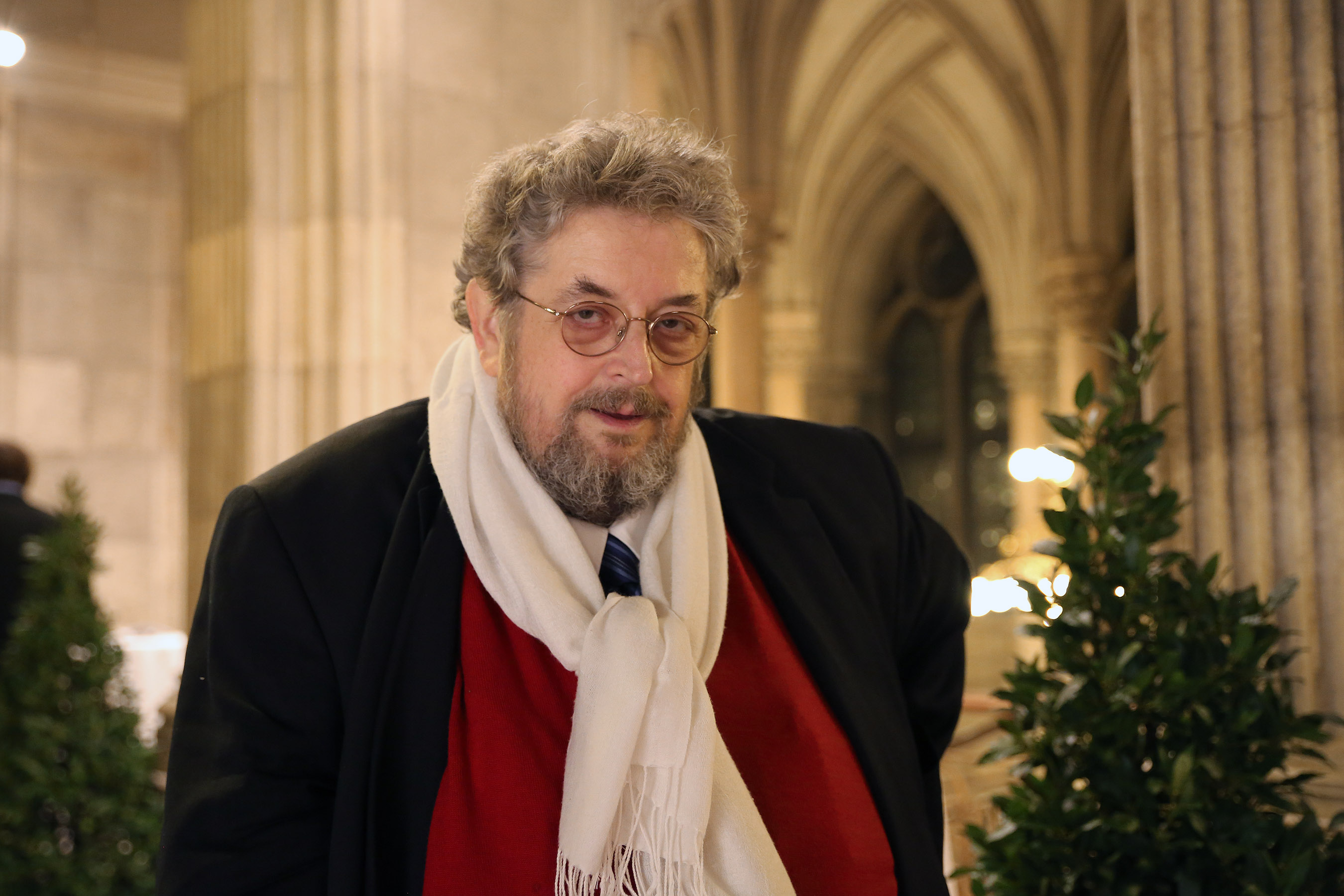
Peter Kern (2013)

Peter Kern (* 13. Februar 1949 in Wien; † 26. August 2015 ebenda) war ein österreichischer Schauspieler, Filmregisseur, Filmproduzent und Autor für Magazine und Zeitungen.

## Leben
Bereits in jungen Jahren hatte Kern als Wiener Sängerknabe seine ersten öffentlichen Auftritte. Er besuchte die Lehrerbildungsanstalt und absolvierte eine kaufmännische Lehre.
Nach Schauspielunterricht bei Polly Kügler in Wien gab er sein Debüt als Gluthammer in Der Zerrissene an der Burgenländischen Landesbühne in Eisenstadt. Von 1968 bis 1971 war er mit dem Musical Hair auf Tournee. Danach bot ihm Peter Lilienthal in seinem Fernsehfilm Jacob von Gunten die erste Filmrolle an. Für seine Rolle in Falsche Bewegung erhielt er 1975 als Teil des Darstellerensembles beim Deutschen Filmpreis das Filmband in Gold. Im Jahr 1978 wurde er für seine Rollen in Flammende Herzen und Hitler, ein Film aus Deutschland erneut mit dem Filmband in Gold als bester Hauptdarsteller ausgezeichnet. Ebenfalls 1978 erschien die Single „Wenn die Kornblumen blühn“, ein Duett mit Barbara Valentin zum Film Flammende Herzen.
Er spielte auch Theater, 1985 führte er Regie in Eyens Frauen hinter Gittern am Münchner Boulevardtheater. Kern spielte an allen wichtigen Bühnen, u. a. Volksbühne Berlin, Freie Volksbühne Berlin, Burgtheater Wien, Hamburger Schauspielhaus, TaT Frankfurt, Schauspielhaus Frankfurt, Schauspielhaus Köln, Schauspielhaus Zürich u. v. m.
1978 gründete Kern seine Luxor-Filmproduktion und machte sich einen Namen als Dokumentarfilmer. 1983 inszenierte er zusammen mit Kurt Raab seinen ersten Spielfilm Die Insel der blutigen Plantage, dem weitere folgten. Für seine Regiearbeiten bekam Kern verschiedene Preise und lobende Erwähnungen. Peter Kern war Jurymitglied bei mehreren internationalen Filmfestivals.
In seinen Dokumentationen beschäftigte er sich mehrfach mit seiner Homosexualität und seinem Übergewicht. Er drehte mehrere Filme über Außenseiter der Gesellschaft, so ein Doku-Drama über die Hamburger Prostituierte Domenica. Seine politische Haltung thematisierte er 2002 in der Polit-Komödie Haider lebt. Dies brachte ihm die Feindschaft des FPÖ-Milieus ein.
In dem Dokumentarfilm Die Jungs vom Bahnhof Zoo (2011) von Rosa von Praunheim über männliche Prostitution tritt Kern offen als Freier auf.
Peter Kern starb im August 2015 im Alter von 66 Jahren in einem Wiener Krankenhaus. Im September wurde er in einem ehrenhalber gewidmeten Grab auf dem Wiener Zentralfriedhof (Gruppe 40, Nummer 188) zur letzten Ruhe gebettet.

## Auszeichnungen

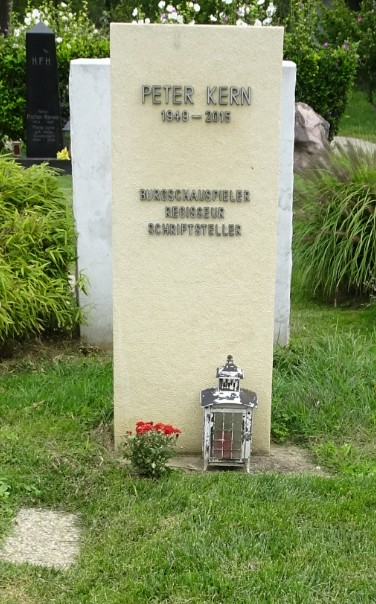
Grabstätte von Peter Kern

- 2010: Goldenes Verdienstzeichen des Landes Wien[5]
- 2011: Filmpreis der Stadt Hof

## Filmografie (Auswahl)
Als Darsteller:
- 1970: O Happy Day

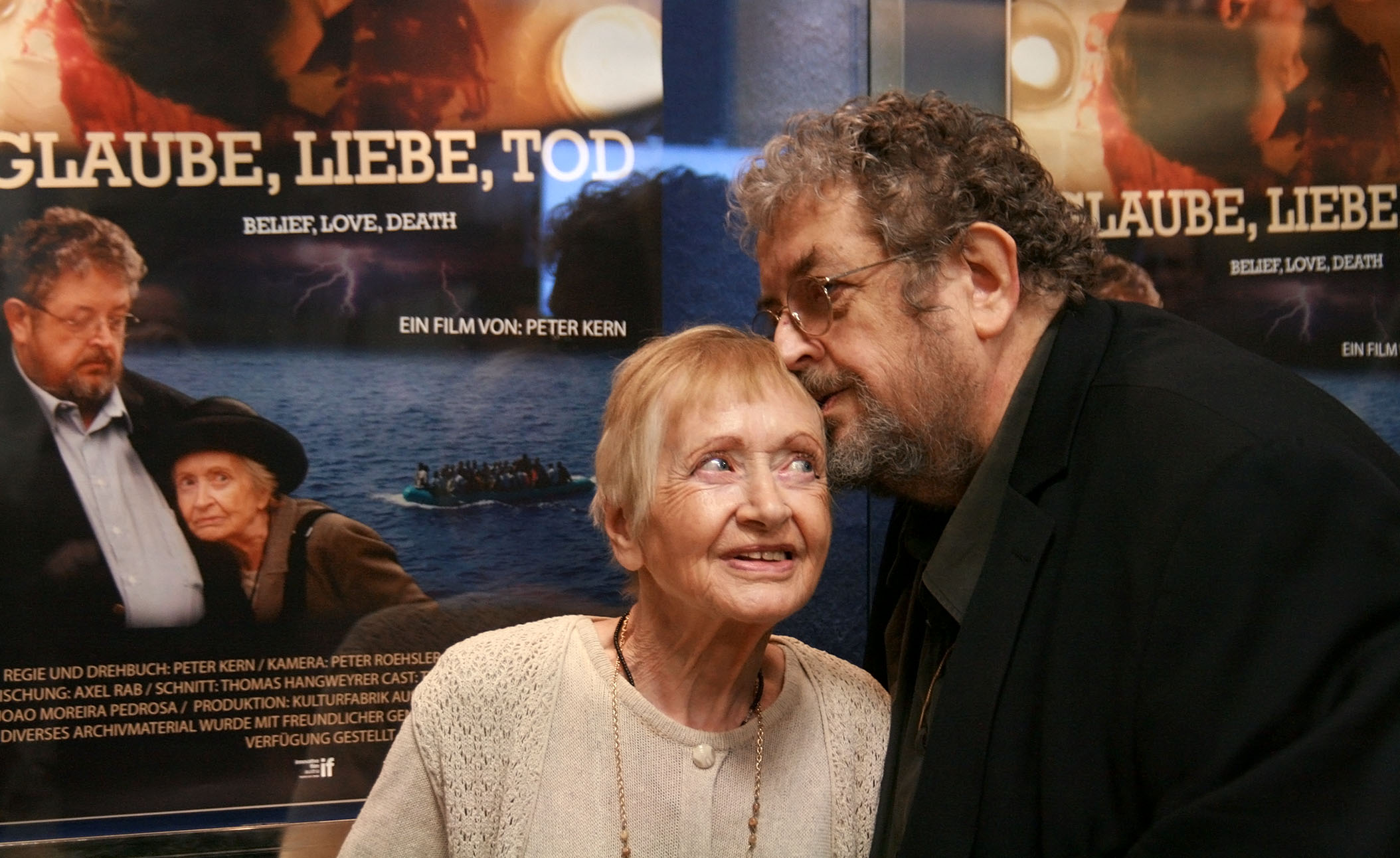
Kern 2012 mit der Hauptdarstellerin Traute Furthner bei der Österreich-Premiere von Glaube, Liebe, Tod

- 1972: Ludwig – Requiem für einen jungfräulichen König
- 1972: Adele Spitzeder
- 1972: Das feuerrote Spielmobil
- 1973: La Paloma
- 1973: Schattenreiter
- 1973: Welt am Draht (Fernsehzweiteiler)
- 1974: Karl May
- 1975: Faustrecht der Freiheit
- 1975: Falsche Bewegung
- 1975: Mutter Küsters’ Fahrt zum Himmel
- 1976: Sternsteinhof
- 1976: Die Wildente
- 1977: Bolwieser
- 1977: Gruppenbild mit Dame
- 1977: Kleinhoff Hotel
- 1977: Hitler, ein Film aus Deutschland
- 1978: Despair – Eine Reise ins Licht
- 1978: Flammende Herzen
- 1978: Polizeiinspektion 1 – Die große Oper
- 1978: Son of Hitler
- 1979: Neues vom Räuber Hotzenplotz
- 1981: Heute spielen wir den Boß – Wo geht’s denn hier zum Film?
- 1982: Bella Donna
- 1983: Die wilden Fünfziger
- 1983: Die Insel der blutigen Plantage
- 1983: Der lachende Stern – Regie: Werner Schroeter
- 1986: Kir Royal (Fernsehserie)
- 1986: Geschichten aus der Heimat (Fernsehserie) Episode: Die schwarze Witwe
- 1988: Schwarz Rot Gold, Folge: Zucker Zucker
- 1989: Johanna d'Arc of Mongolia
- 1991: Malina
- 1992: Terror 2000 – Intensivstation Deutschland
- 1996: United Trash
- 1996: Alma – A Show Biz ans Ende
- 1997: Die Oma ist tot
- 2003: Himmel, Polt und Hölle
- 2006: Tatort – Pechmarie (TV-Serie, eine Folge)
- 2010: Die verrückte Welt der Ute Bock
- 2011: Die Jungs vom Bahnhof Zoo
- 2011: Die Welt des Werner Schroeter – Regie: Elfi Mikesch
- 2012: Axel und Peter – Regie: Rosa von Praunheim
- 2012: „Kern“ – Porträt, Regie: Veronika Franz, produziert von Ulrich Seidl
- 2012: Glaube, Liebe, Tod
- 2012: Diamantenfieber oder Kauf dir einen bunten Luftballon

Als Regisseur:
- 1989: Crazy Boys
- 1989: Hab’ ich nur deine Liebe[6]
- 1990: Nacktes Kleid
- 1992: Gossenkind
- 1992: Ein fetter Film
- 1993: Einer flog übers Arbeitsamt
- 1993: Domenica
- 1997: Johanna Ey – Düsseldorfer Legende
- 1998: Hans Eppendorfer: Suche nach Leben
- 1998: Knutschen, kuscheln, jubilieren (Regie und Produktion)
- 2000: Schmetterling im Dunkeln
- 2002: Hamlet – This is your family
- 2002: Haider lebt – 1. April 2021
- 2003: Ishmael Bernal – Porträt
- 2004: Marilou Diaz Abaya – Porträt
- 2005: Donauleichen
- 2006: Die toten Körper der Lebenden
- 2007: Nur kein Mitleid
- 2009: Blutsfreundschaft
- 2010: King Kongs Tränen
- 2010: Mörderschwestern
- 2012: Glaube Liebe Tod
- 2012: Diamantenfieber oder Kauf dir einen bunten Luftballon
- 2014: Sarah und Sarah
- 2015: Der letzte Sommer der Reichen